# Bronisław Mansperl

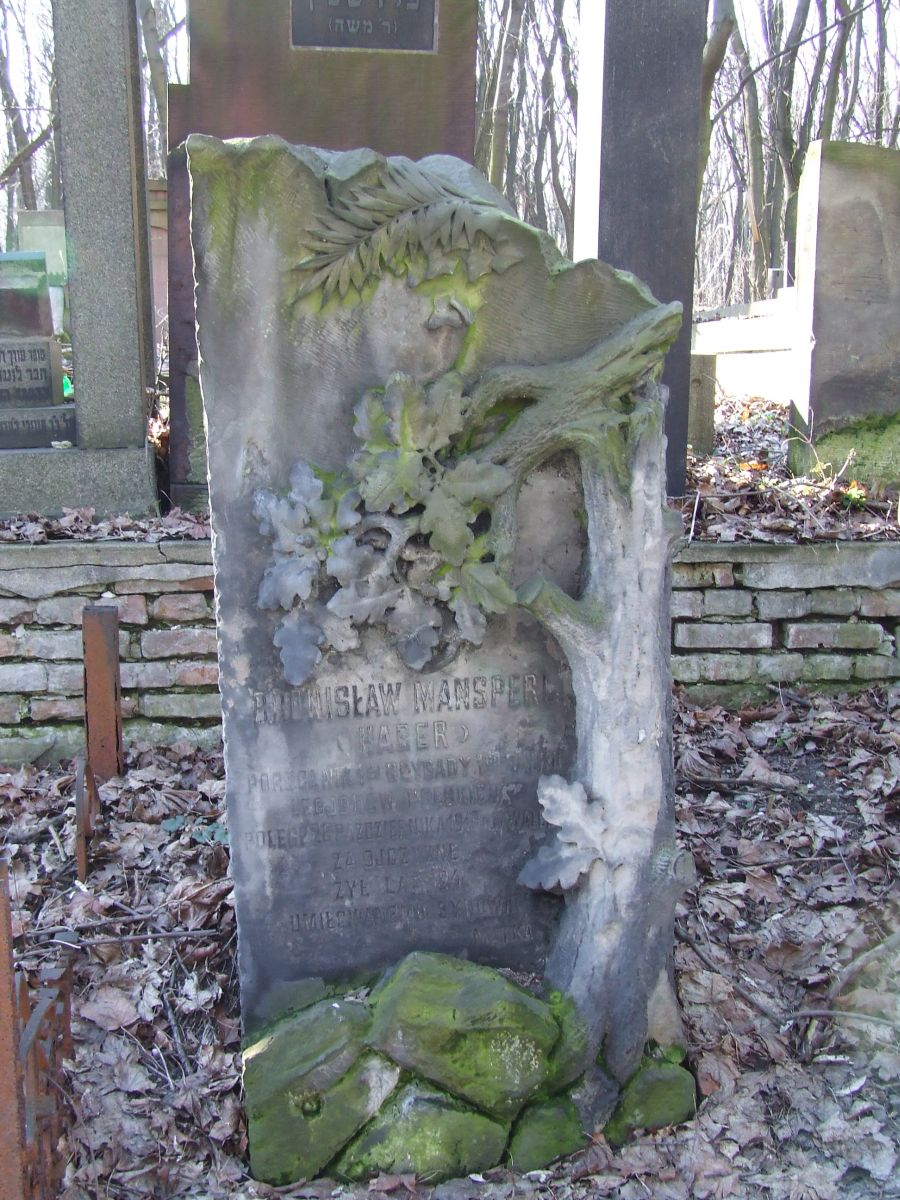
Grób Bronisława Mansperla na cmentarzu żydowskim przy ulicy Okopowej w Warszawie

Bronisław Mansperl ps. Chaber (ur. 13 marca 1891 w Warszawie, zm. 26 października 1915 pod Kuklami na Wołyniu) – porucznik Legionów Polskich, działacz niepodległościowy żydowskiego pochodzenia, kawaler Orderu Virtuti Militari, student medycyny.

## Życiorys
Urodził się 13 marca 1891 w Warszawie jako syn Władysława i Rozalii z Majerczaków. W 1905 uczestniczył w strajku szkolnym. W 1908 złożył egzamin dojrzałości w warszawskiej prywatnej szkole Wróblewskiego i wkrótce wyjechał na studia medyczne na paryską Sorbonę. Przez pewien czas dowodził oddziałem Związku Strzeleckiego w Paryżu.  W 1910 r. współzakładał Stowarzyszenie Młodzieży Postępowo-Niepodległościowej „Filarecja”.  Był zwolennikiem niepodległościowego charakteru „Filarecji” i przeciwstawiał się dążeniom zbliżenia tej organizacji do ruchu narodowego, a także do Związku Polskiej Młodzieży Postępowej, który był pod wpływem SDKPiL. W lipcu i sierpniu 1913 r. odbył kurs wojskowy Letniej Szkoły Instruktorskiej Związku Strzeleckiego w Stróży w plutonie Michała Tokarzewskiego-Karaszewicza. 
Od sierpnia 1914 służył w 2 plutonie 1 Kompanii Kadrowej. Następnie dowodził III plutonem 1 kompanii III batalionu 1 pułku piechoty Legionów, a od 22 maja 1915 (po śmierci pod Kozinkiem porucznika Mieczysława Brodowskiego) dowodził 1 kompanią III batalionu. Był uczestnikiem kilku bitew, poległ 26 października jako porucznik I Brygady Legionów, w bitwie pod Kuklami na Wołyniu, walcząc przeciwko wojskom rosyjskim. 
14 lutego 1916 został pochowany w alei głównej cmentarza żydowskiego przy ulicy Okopowej w Warszawie (kwatera 31). Wspomnienie o nim pt. Chaber napisał Juliusz Kaden-Bandrowski, a jego miniaturę namalował Artur Szyk.

## Ordery i odznaczenia
- Krzyż Srebrny Orderu Wojskowego Virtuti Militari nr 7175 – pośmiertnie, 17 maja 1922[9][10]
- Krzyż Niepodległości – pośmiertnie, 19 grudnia 1930 „za pracę w dziele odzyskania niepodległości”[11]
- Odznaka Pamiątkowa „Pierwszej Kadrowej” – pośmiertnie[12]